# 제이미 덴보
제이미 덴보(Jamie Denbo, 1973년 7월 24일 ~ )는 미국의 배우, 팟케스터, 각본가, 성우이다.
보스턴에서 태어났다.

## 출연 작품
- 대디스 홈 (2015년)
- 스파이 (2015년)
- 히트 (2013년) - 베스 역
- 아동병원 (2008년)
- 예스 맨 (2008년)
- 위너 파크 (2005년)
- 더 레이트 레이트 쇼 위드 크레이그 퍼거슨 (2005년)
- 비밀과 거짓말의 차이 (2005년)
- 스틸 싱글 (2004년)
- 반대표 - 바비 듀크스 이야기 (2004년)
- 르노 911! (2003년)

### 텔레비전
- 위즈 시즌1 (2005년)